# Hipparchia toteflavovittata
Hipparchia toteflavovittata är en fjärilsart som beskrevs av Ruggero Verity 1916. Hipparchia toteflavovittata ingår i släktet Hipparchia och familjen praktfjärilar. Inga underarter finns listade i Catalogue of Life.